# Ковда (станция)
Ко́вда — железнодорожная станция (тип населенного пункта) в Кандалакшском районе Мурманской области. Входит в городское поселение Зеленоборский.

## География
Включена в перечень населенных пунктов Мурманской области, подверженных угрозе лесных пожаров.

## Население
| 2002 | 2010 |
| ---- | ---- |
| 73   | ↘37  |

Численность населения, проживающего на территории населённого пункта, по данным Всероссийской переписи населения 2010 года составляет 37 человек, из них 18 мужчин (48,6 %) и 19 женщин (51,4 %).